# GSC8181-811
GSC8181-811 — хімічно пекулярна зоря спектрального класу A, що має видиму зоряну величину в смузі V приблизно 10,8.